# Rivula expressa
Rivula expressa là một loài bướm đêm trong họ Erebidae.